# Clinterocera raui
Clinterocera raui är en skalbaggsart som beskrevs av Renaud Maurice Adrien Paulian 1961. Clinterocera raui ingår i släktet Clinterocera och familjen Cetoniidae. Inga underarter finns listade i Catalogue of Life.